# Николај Пучков
Николај Георгијевич Пучков (рус. Николай Георгиевич Пучков; Москва, 30. јануар 1930 — Санкт Петербург, 8. август 2005) био је један од најзначајнијих совјетских и руских хокејаша на леду и хокејашких тренера и члан репрезентације Совјетског Савеза са којом је освојио две титуле светског првака и титулу олимпијског победника. Играо је на позицији голмана. Током три сезоне, од 1949. до 1952. повремено је играо и за фудбалски клуб ВВС где је забележио укупно 21 наступ.

## Биографија
Био је пуковник совјетске армије по војном чину, Заслужни масјтор спорта Совјетског Савеза (1954) и Заслужни тренер Совјетског Савеза (од 1971), добитник више националних признања и члан хокејашке куће славних Русије и Совјетског Савеза (од 1954).
Током играчке каријере освојио је 9 титула првака Совјетског Савеза играјући за московске клубове МВС ВВО и ЦСКА. Од 1954. до 1963. наступао је за репрезентацију са којом је освојио прву историјску титулу првака света на Светском првенству 1954. године. Проглашен је за најбољег голмана СП 1959. године. У два наврата био је део совјетског олимпијског тима где је освојио по једну златну и бронзану медаљу. За репрезентацију је одиграо укупно 90 утакмица.
По окончању играчке каријере радио је као главни тренер у лењинградском СКА (1963—1973, 1974—1977, 1978—1980, 2001—2003), те у лењинградском нижелигашу Ижорецу (1980—1990) у чијем оснивању је лично учествовао. Радио је и као помоћни тренер у совјетској репрезентацији у два наврата, на светским првенствима 1972. и 1974. године.
Последње три године живота радио је као тренер за децу у школи хокеја петербуршког СКА, а предавао је на Академији за спорт и физичку културу у Санкт Петербургу. У Санкт Петербургу данас постоји школа за хокејашке голмане која носи његово име (прва у Русији, отворена 14. јануара 2007), а њему у част у истом граду се традиционално одржава јуниорски турнир у хокеју на леду. У холу петроградског СЦ Јубилејни налази се комеморативна плоча са његовим именом.